# Yasuhiro Hirakawa
 (août 2016).
Yasuhiro Hirakawa (平川康弘), Sasuke (佐助), né en 1950 à Sakai, est un maître forgeron coutelier et ciselier japonais ayant pour ancêtre le shogun Tokugawa Iemochi.

## Biographie
Yasuhiro Hirakawa nait en 1950 dans la forge Sasuke, autrefois domicile familial, à Sakai (préfecture d'Osaka), au Japon. Âgé de dix-huit ans, il succède en 1968 à son frère aîné, devenant ainsi la 22e génération de forgerons Sumiyoshiya et la 5e génération de ciseliers couteliers Sasuke (佐助).

## Techniques

### Sabidashi
Sabidashi est une technique ancestrale utilisée pour renforcer le métal via une oxydation naturelle contrôlée sur plusieurs années.

### Yakiurushi
Yakiurushi est une technique de laque traditionnel sur métal.

### Kinzougan
Kinzougan est une technique d'orfèvrerie sur métal.

### Uchihamono
Uchihamono est une technique traditionnelle japonaise de fabrication de lame, qui consiste à assembler de l'acier carburé à de l'acier avec peu de carbone.

## Expositions

### Expositions individuelles internationales
- 2014 : exposition au Parc oriental de Maulévrier France.
- 2012 : 2e exposition à l'atelier de l'artiste peintre Ryota Oishi (peintre versaillais), Versailles, France.
- 2002 : 1re exposition à l'atelier de l'artiste peintre Ryota Oishi, Versailles, France.

### Expositions collectives
- 2014 : « Tradition et techniques de pointe : le potentiel des provinces japonaises », à la Maison de la culture du Japon à Paris
- 2014 : 20e salon du patrimoine culturel Carrousel du Louvre.
- 2010 : exposition des métiers traditionnels de la ville de Sakai à New York, États-Unis.
- 2001 : démonstration et exposition au festival japonais-coréens en Corée du Sud.
- 1992 : exposition au Salon de Francfort, Messe Frankfurt.

### Autres
- 2014-2015 : photographies sur le thème Yasuhiro Hirakawa à l'exposition « Traces of a Lost Ceremony » par le photographe Adam Marelli[1], Leica, Kyoto, Japon.
- 2014 : photographies sur le thème Yasuhiro Hirakawa à l'exposition « Traces of a Lost Ceremony » par le photographe Adam Marelli, Leica, Soho, New York, États-Unis.
- 2013 : photographies sur le thème Yasuhiro Hirakawa à l'exposition « Lost Ceremony » par le photographe Adam Marelli, Impossible Project, New York, États-Unis.

## Prix
- 2011 : œuvre reçue à l'exposition des Arts traditionnels du Japon au Kansai.
- 2005 : prix forge coutellerie de Sakai.
- 2004 : prix Ikkei par la préfecture d'Osaka.
- 2003 : prix du mérite du président de la Chambre de commerce et industrie japonaise.
- 2000 : prix Ikkei. Reconnaissance publique comme « excellent artisan de Naniwa » par la préfecture d'Osaka.
- 1996 : mention d'honneur à l'exposition de l'artisanat de Shinbi.
- 1993 : prix du directeur du Bureau des affaires sociales du Ministry of Economy, Trade and Industry japonais à la 17e Exposition nationale des métiers traditionnels.
- 1988 : reconnu par le Ministry of Economy, Trade and Industry japonais comme Maître artisan traditionnel ciselier.
- 1989 : prix du Mérite de la ville de Sakai, Commerce et Industrie.
- 1987 : mention d'honneur à l'exposition annuelle de l'Association de l'artisanat d'Osaka.
- 1982 : mention d'honneur à l'exposition annuelle de l'Association de l'artisanat d'Osaka.